# Buddy Roberts
Pour les articles homonymes, voir Roberts.
Dale Hey (né le 16 juin 1947 à Del City, Oklahoma et mort le 29 novembre 2012) est un catcheur américain. Il est principalement connu pour avoir été un des membres des Fabulous Freebirds aux côtés Michael Hayes et Terry Gordy.